# Pachnoda basilewskyi
Pachnoda basilewskyi är en skalbaggsart som beskrevs av Ruter 1953. Pachnoda basilewskyi ingår i släktet Pachnoda och familjen Cetoniidae. Inga underarter finns listade i Catalogue of Life.